# Mi-40 (航空機)
Mi-40はMi-28の多用途版の開発計画。1983年に開発が始まり、1992年に公表され、モスクワ航空ショーで展示された。当初はMi-24やMi-8強襲ヘリのような航空歩兵戦闘ヘリを意図していた。
2機のクリーモフ TV3-117ターボシャフトエンジンを使用し、Mi-28のように4枚羽のメインローター、4枚羽のデルタHテイルローターを使い、3機の引き込み式降着輪を使う計画であった。重量は11-12,000kg程、3300mへ到達可能で314km/hの最大速度、260km/hの巡航速度を期待された。
仕様は昼夜、悪天候でも利用可能で、8人の兵士を輸送可能、ストレッチャー8個、あるいは外部に大型の貨物をつるして運べることなどであった。なお、7人の兵士を輸送可能にするまでは達成している。重点は生存性におかれ冗長性に焦点があてられており、赤外線抑制が行われ、クルーのために衝撃緩和機が搭載され最大安全衝突速度を増やした。
武装は23mm砲(GSh-23に類似)を前方への防衛用に採用しており、12.7mm砲(Yak-B)を後方への防衛用に採用していた。燃料を含んでいた胴体フェアリングは機体から伸びる小翼に置換されておりこれをハードポイントとしてミサイルが搭載可能であった。
設計は以前開発されていたMi-36から多くが引き継がれており、この計画も後のMi-42計画に引き継がれた。Mi-40の設計を最適化設計の計画が1990年代に短期間行われ、設計完了までは行われたが試作型製造にまではいたらなかった。

## 註
- VR Mikheev, "MVZ Mil - 50 years"